# Egyiptomi csípőszúnyog
Az  egyiptomi csípőszúnyog  (Aedes aegypti) a rovarok (Insecta) osztályába, a kétszárnyúak (Diptera) rendjébe, a szúnyogalkatúak (Nematocera) alrendjébe tartozó faj.

## Előfordulása
Egyiptomból származik.
Az alábbi országokban és területeken található meg:
Afganisztán, Albánia, Algéria, Amerikai Egyesült Államok, Angola, Anguilla, Antigua és Barbuda, Argentína, Ausztrália, Azerbajdzsán, Azori-szigetek, Bahama-szigetek, Bahrein, Banglades, Barbados, Belize, Benin, Bermuda, Bolívia, Bosznia-Hercegovina, Botswana, Brazília, Brunei, Bulgária, Burkina Faso, Burundi, Cook-szigetek, Costa Rica, Csád, Dél-afrikai Köztársaság, Dominikai Közösség, Dominikai Köztársaság, Dzsibuti, Ecuador, Egyenlítői-Guinea, Egyesült Arab Emírségek, Egyiptom, Elefántcsontpart, Eritrea, Etiópia, Fidzsi-szigetek, Franciaország, Fülöp-szigetek, Gabon, Gambia, Ghána, Görögország, Grúzia, Guadeloupe, Guatemala, Guinea, Guyana, Haiti, Holland Antillák, Honduras, India, Indonézia, Irak, Irán, Izrael, Jamaica, Japán, Jemen, Jordánia, Kambodzsa, Kamerun, Kanári-szigetek, Katar, Kelet-Timor, Kenya, Kína, Kolumbia, Kongói Demokratikus Köztársaság, Kongói Köztársaság, Közép-afrikai Köztársaság, Kuba, Kuvait, Laosz, Lesotho, Libanon, Libéria, Líbia, Macedónia, Madagaszkár, Madeira, Makaó, Malajzia, Malawi, Mali, Marokkó, Martinique, Mauritánia, Mexikó, Mianmar, Mikronézia, Montserrat, Mozambik, Namíbia, Nicaragua, Niger, Nigéria, Olaszország, Omán, Örményország, Pakisztán, Panama, Pápua Új-Guinea, Paraguay, Peru, Portugália, Rio Muni, Románia, Ruanda, Saint Kitts és Nevis, Salamon-szigetek, Salvador, São Tomé és Príncipe, Sierra Leone, Spanyolország, Suriname, Szamoa, Szaúd-Arábia, Szenegál, Szíria, Szomália, Szudán, Szváziföld, Tajvan, Tanzánia, Thaiföld, Togo, Törökország, Trinidad és Tobago, Tunézia, Uganda, Ukrajna, Uruguay, Új-Kaledónia, Vanuatu, Venezuela, Vietnám, Zambia, Zimbabwe.

## Elterjedése
Jellemzően a trópusi és szubtrópusi régiókban található meg. 
1940 és 1970 között a világon nagy összefogással próbálták meg kiirtani. 1962-re 18 ország és több Karib-térségű ország jelentette be, hogy DDT permetezéssel és költőhelyeinek felszámolásával sikeres eltüntették az egyiptomi csípőszúnyogokat. Sajnos nem minden ország volt hajlandó részt venni a felszámolási programban, főleg finanszírozási gondok miatt, ezért idővel ezek az országok a visszafertőződés forrásaivá váltak, így 1997-re gyakorlatilag minden olyan ország, ahol korábban felszámolták, újra fertőzött területté vált.
Európában az 1600-as években főleg Spanyolországban és Franciaországban, az 1700-as, 1800-as években a Földközi-tenger mentén volt gyakori, ez utóbbi helyen dengue-járványt is regisztráltak, mint az 1889–90-es években Nápolyban is.
Olaszországban 1972-ben, a Fekete-tengernél és Madeirán 2004–2008 körül is találtak egyiptomi csípőszúnyogot. Madeirán 2012-ben komoly járvány volt,  a fertőzött emberek száma 2050 volt, amiből 121-en kórházba is kerültek.

## Élőhelye

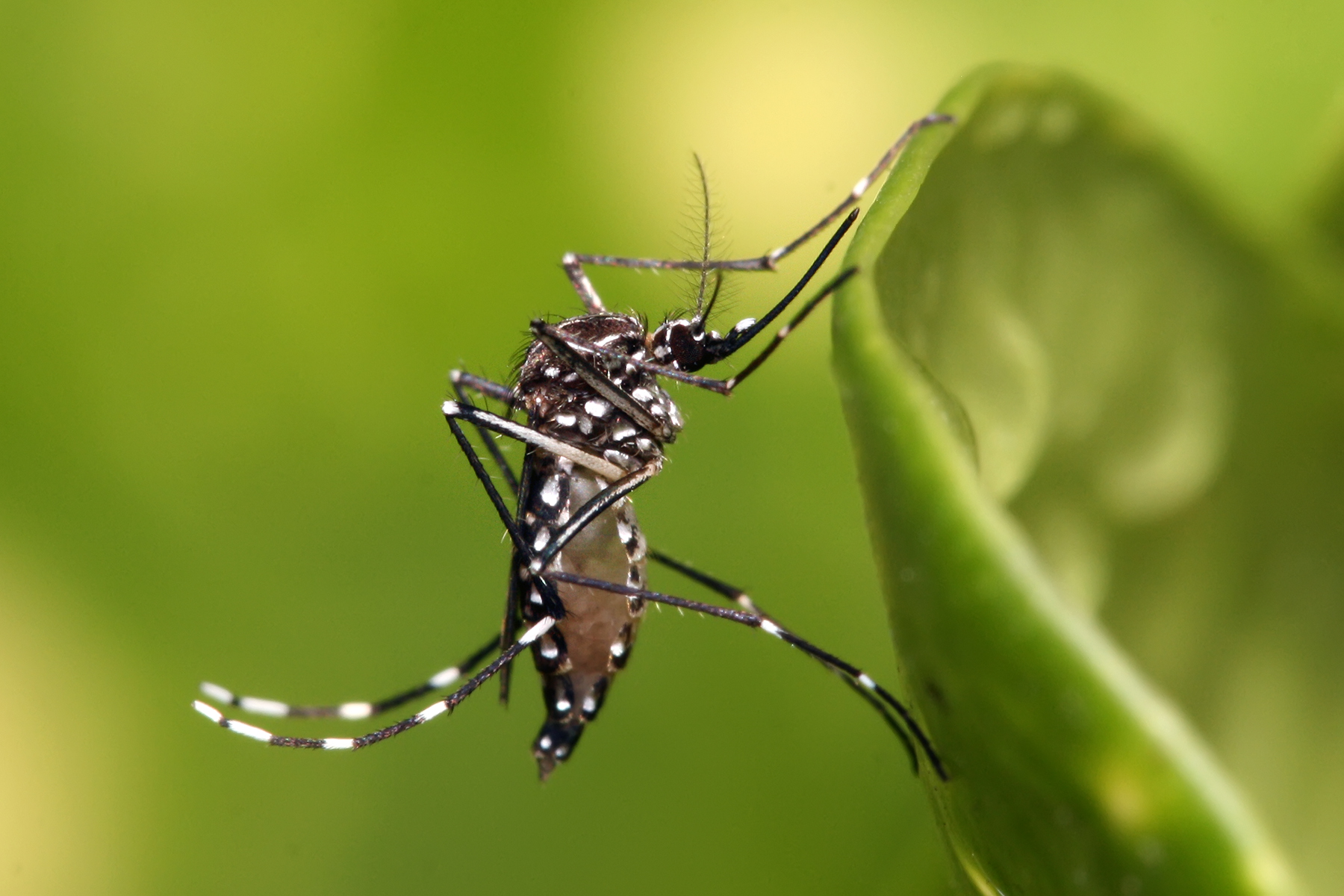

Kezdetben erdős területeken éltek, majd az  emberek megjelenésével egyre nagyobb populációi keresték az emberek közelségét. Manapság már szinte csak ilyen területeken találhatóak meg.
Jól alkalmazkodtak és kiválóan érzik magukat a szemetes, a szaporodáshoz feltétlenül szükséges, sokféle módon megmaradó pangó vizekkel teli mesterséges tárgyak, például medencék, vázák, víztartályok, gumiabroncsok, esővízgyűjtő hordók, ereszek stb. között, közel a nőstények számára, az emberek nyújtotta táplálékforráshoz.
Pár száz méternél nem is távolodik el jobban az ember közelségétől. Ez különösen igaz a hím szúnyogokra. Rendszeresen húzódik be házakba, ott több mint 80%-uk a padló 1,5 méteres körzetében található meg.

## Megjelenése
A többi szúnyogfajhoz képest kisebb méretű, körülbelül 4-7 milliméteres, színe fekete, a hasi része sötétbarna, vagy fekete, fehér színű lantmintával. Fekete lábai jellegzetesen fehéren csíkozottak. Szárnyaik áttetszőek, a velük keltett zaj, ellentétben a többi szúnyoggal, alig hallható.
A nőstények nagyobbak, mint a hímek.

## Életmódja

Fő aktivitási ideje napfelkelte és napnyugta, de más napszakokban sem kizárt táplálékszerzése, ami átlagosan 3-4 naponta, időnként ennél gyakrabban is történik.
Nehéz észrevenni, mert általában talajszint közelében tartózkodik és csíp, szárnyainak rezgése is sokkal  halkabb, mint a közönséges szúnyogoké, valamint sokkal gyorsabbak is, ami nemcsak a mozgásukra, hanem a helyváltoztatásukra is igaz. Csípése viszonylag fájdalommentes.
Az emberek a kilélegzett szén-dioxid és az izzadság szaga által vonzzák magukhoz őket.
A felnőtt szúnyog élettartama körülbelül 4-6 hét.
A trópusokon érzik jól magukat, az európai éghajlaton megbetegednek, rövidebb ideig élnek (ez igaz a fertőzött szúnyogokra is) és kevesebb petét is raknak, a hideg teleket pedig nem tudják túlélni.
Legoptimálisabb környezete az ember közelsége, ahol táplálékot, árnyékos menedéket talál, valamint a peterakó helyei is biztosítottak.
36 °C az optimális hőmérséklet számunkra, de 5 °C és 42 °C között még aktívak tudnak maradni.
Mozgásterük általában 100-200 méter, de szükség esetén képes hosszabb távokra, akár 850 méterre is repülni.

## Szaporodása
A szúnyog az emberek közelségében mindent megtalál, amire a szaporodásához szüksége van. Az ember biztosítja a nőstényszúnyogok peterakásához nélkülözhetetlen táplálék vért, az otthonaik a ragadozók elleni menedéket, a környezet pedig a különböző helyeken 
összegyűlt pangó vizeket tartalmazó vízgyűjtő tárgyakat,
így már az esőzésektől sem függ a peterakása.
A hím szúnyogok a nőstény szúnyogokat, a saját fajuk szárnyai által kibocsátott zümmögése alapján találják meg.
Az egyiptomi csípőszúnyog előnyben részesíti táplálék szempontjából is az embert más emlősfajoknál.

### Petéje
A felnőtt nőstény szúnyog élete során akár ötször is petézhet, alkalmanként 100-200 petét is rakva (ezek száma attól is függ, a szúnyog mennyi vért tudott szívni), 
melyeket 30-50 db-onként, órák, vagy több nap alatt, 
több helyre rak le, valamilyen állóvizet tartalmazó tárgyba, mely lehet, medence, csatorna, árok, konténer, gumiabroncs, stb., de akár egy virágváza is.
A petéket nem a vízbe helyezik, hanem a vízfelszín fölé pár milliméterrel.
Ha a peték vizes környezete 3 napon belül megszűnik, kiszáradnak és elpusztulnak. Ha a 3 napon túljutnak, akkor elég a bejutó nedvesség ahhoz, hogy 6, vagy akár 12 hónapig is életképesek maradjanak. Később, ha víz éri őket egy nap alatt, de akár pár perc alatt is átalakulhatnak. 
A peték ovális alakúak, sima felületűek, kb. 1 mm hosszúságúak. Lerakás után közvetlenül fehér színűek, majd néhány perc elteltével fényes fekete színűvé válnak.

### Lárvája

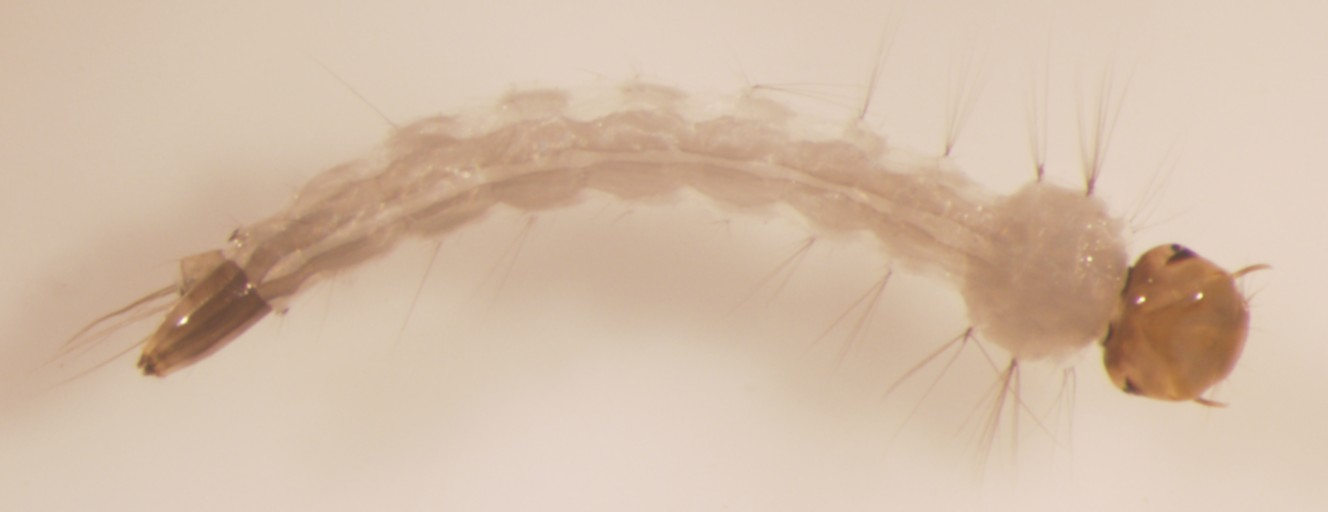

A  lárvák körülbelül 8 milliméter hosszúak. Fejlődésük hőmérsékletfüggő. Ha hűvösebb lesz, képesek hónapokig lárvaállapotban maradni. A hímek gyorsabban fejlődnek, mint a nőstények.
Oxigént lélegeznek be testük hátsó részén lévő légzőcsőszerű szifonon keresztül, melyet függőlegesen lógva a vízfelszín fölött tartanak. Idejük legnagyobb részét a vízfelszínén töltik, csak táplálékért, vagy veszély esetén úsznak a víz aljára.
A petékből kikelt lárvák körülbelül négy napig eszik a vízben lévő algákat, növényeket, majd bebábozódnak.

### Bábja
Ez az állapot körülbelül két napot vesz igénybe. A bábok mérete 2 mm körüli.
Az állat nem táplálkozik, az átalakulás végén, levegő nyelésével nyitják szét összehajlott testüket, majd a kifejlődött szúnyog elhagyja a vizet.
Optimális esetben 7-10 napig tart, amíg a petéből lárva, báb és kifejlett rovar lesz, 
a trópusokon viszont akár két nap alatt is kifejlődhetnek.

## Tanulékonysága
A washingtoni egyetem tudósai kísérletekkel bebizonyították, hogy az egyiptomi csípőszúnyog képes tanulni, képes megjegyezni a veszélyt. 
Kísérletükben az emberekhez táplálkozni érkező szúnyogokat, az emberi kéz csapásához hasonló rezgésekkel zavarták, amire az állatok körülbelül 20 perc alatt megtanulták, hogy veszély fenyegeti őket és 24 óráig nem tértek arra a helyre vissza.  
A tanulási folyamat a dopamin vegyülettel van kapcsolatban, melyek csatornáit ha a tudósok elkötötték a szúnyogok agyában, már nem tudták az ingert és a veszélyt összekapcsolni. 
Ezt a felfedezést a jövőben még hatásosabb szúnyogriasztó szerek kikísérletezésében fogják hasznosítani.

## Betegségek, amelyeket terjeszt
A nőstény szúnyogok dengue-lázat, Zika-vírust, mayaro vírust, chikungunya-lázat és sárgalázat is terjesztenek. A hím szúnyogok ártalmatlanok. A nőstények sem természetes vírushordozók, hanem a fertőzött vér szívásával válnak betegségterjesztőkké. A Zika-vírus 5-7 nap alatt szaporodik el az állat testében és kerül át a nyálmirigyébe is. Ezután már minden csípésével továbbadja a fertőzést. Kizárólag az egyiptomi csípőszúnyog terjeszti a zika-vírust, bár a szakértők gyanítják, hogy az ázsiai tigrisszúnyog is vírustovábbító lehet.
A Zika-vírus súlyos fejlődési rendellenességet, mikrokefáliát okoz terhes nőknél, vagy aki a csípés után nem sokkal lesz terhes. Nem terhes felnőtteknél általában enyhe lefolyású. Levertséget, gyengeséget, émelygést, izomfájdalmat, bőrkiütést, ízületi gyulladást, bevérzett szemeket, kötőhártya gyulladást, fejfájást, lázat okoz. A tünetek általában pár nap alatt, szövődmények nélkül gyógyulnak. Súlyos tünet, pl. idegrendszeri károsodás ritkán alakul ki. A megfertőződés után körülbelül három héttel jelentkeznek a tünetek. Az esetek 80%-ban azonban teljesen tünetmentes a betegség lefolyása.
A dengue-vírus vagy a chikungunya-vírus is hasonló tüneteket produkál. A tünetek alapján nem is lehet egyértelműen elkülöníteni ezeket a vírusfertőzéseket, a pontos diagnózishoz laboratóriumi vizsgálatok szükségesek.
A Zika-vírussal megfertőzött személy immunrendszere miután elpusztította a kórokozókat, pár héten belül vírusmentessé és egyben védetté is válik, akármilyen erősségű volt a betegség lefolyása, ha tünetmentesen lezajlott, akkor is. A védettség kialakulása után fogant magzatokat már nem veszélyezteti a mikrokefália betegség. A Zika-vírus ellen jelenleg védőoltás még nincsen. Sajnos nem eredményez védettséget, ha valaki a sárgaláz és a dengue-láz elleni védett.
A dengue-vírus ellen nemrégen került kereskedelmi forgalomba oltóanyag, de ennek hatásosságáról még nem áll rendelkezésre elegendő adat.
A sárgaláz ellen Max Theiler fejlesztett ki oltást, melyért 1951-ben Nobel-díjat kapott. Jelenleg ez az egyetlen vakcináért kapott Nobel-díj.

## Védekezés ellene
Az emberek közelében a csípőszúnyogok rendkívül sok petézésre alkalmas állóvizet tartalmazó tárgyat találnak. Kiemelt fontosságú ezek teljes-, vagy lehetőség szerint minimálisra csökkentése.
Az esővíztároló hordókat szúnyoghálóval le kell fedni. Ha olyan szabadban álló tárgyak vannak amiben  megállhat az esővíz, azok aljára lyukakat kell fúrni, ne tudjon a víz összegyűlni benne. A vízelvezető csatornákat rendszeresen ellenőrizni kell, ne legyenek eltömődve.
A nem használt medencéket, le kell fordítani. Szökőkutak üzemeltetését kerülni kell. A háziállatok, virágok edényeiben a vizet gyakran  kell cserélni.
A házak nyílászáróit szúnyoghálókkal kell ellátni. A szabadban zárt ruházatban, szúnyogriasztós védelemmel tanácsos tartózkodni.
Füstköddel és légi permetezéssel  lehet a számukat ritkítani, de sajnos a rovarok gyorsan rezisztenssé válnak az irtószerekkel szemben. A rákkeltő DDT betiltásra is került.

## Kutatások
Az ellenük  való védekezésben a legnagyobb áttörést a genetikai módosítások hozhatják.
A korábban használt génszerkesztő eljárásokkal a módosított genetikájú rovarok gyakran elpusztultak, így nem tudták átadni utódaiknak a szükséges géneket, vagy ha túlélték, nem alakult ki bennük megfelelő mértékű mutáció.

### Cas9 enzim
A legújabb kutatások eredményeképpen a tudósok CRISPR/Cas9 génmódosító technikával Cas9 enzimet vittek be a szúnyogok sejtjébe, melynek eredményeképpen szárnyatlan, sárga színű, háromszemű rovarok jöttek létre.
Ezt egy másik módszerrel a gene drive-val kombinálva olyan géneket illesztenek az állatba, mely csökkenti a szúnyogok ellenállóságát. 
A technika segítségével meghatározott helyen vághatják el a rovar DNS-ét, így nagyon pontosan  módosíthatják az élőlények génjeit.
A Cas9 enzimet a szúnyogok stabilan átadják, így csökkenthető lenne a rovarok termékenysége. 
A technika környezetbarát, nem pusztul el nagyon sok más faj sok-sok egyede, mint egy-egy permetezés során, a környezetet sem szennyezi.

### Wolbachia baktérium
A wolbachia baktériummal elsőként az ausztrálok kísérleteztek, később vietnámi és brazil tudósok folytatták a kutatásokat. A kísérletben résztvevő, wolbachia baktériummal beoltott szúnyogokat kétféle zika-vírussal fertőzött vérrel etették, majd azt tapasztalták, hogy két hét múlva a rovarok testnedvében már alig lehetett kimutatni a vírust.
Egészséges rovarban pedig megakadályozza a vírus kifejlődését, blokkolja a testébe került fertőző vírust. Hatékony a dengue-, a chikungunya-, a zika vírus, valamint a sárgaláz ellen is.
Vietnámi tudósok első kísérletként 2013 áprilisában Tri Nguyen-szigetén nyolcezer, Wolbachia-baktériummal beoltott szúnyoglárvát adtak  nyolcszáz családnak további tenyésztésre. 
Három hónap múlva a sziget egyiptomi csípőszúnyog állományának 70-80 százalékában már megtalálható volt a baktérium.
A Wolbachia baktériummal történő állománycsökkentéshez csak nem csípő hím szúnyogokat engednek szabadon, akik párosodva a nőstény szúnyogokkal, átadják az apai rendellenes kromoszómákat, így a megtermékenyített petékből nem fejlődnének ki az utódok.
A hím egyedek szétválogatása a lárvakori méretek alapján történik, de a legnagyobb biztonság érdekében még röntgensugárzásnak is alávetik a rovarokat, ami a nőstényeket terméketlenné teszi, a hímeket viszont nem károsítja.

## Haszna
Minden fejlődési alakja fontos része az ökoszisztémának. Kipusztításuk rendkívül szerteágazó ökológiai hatásokat vonhat maga után. Sok rovarevő és vegyes táplálkozású faj tápláléka. Például kétéltűek, halak, békák, madarak, denevérek, de számtalan rovar zsákmánya is.

## Terjedése
A szúnyogok nagy távolságokat nem lennének képesek átrepülni. Az általuk terjesztett vírusok, országok és kontinensek közötti gyors terjedéséért az ember felelős. A turisták a vírust utazásaik során továbbviszik. Az áruk, szállításuk során hajókon, kamionokon, vonatokon, repülőgépeken érkeznek a különböző országokba. A szállító járművekben, például gumiabroncsokban megállt víz, de akár a nagy divatban lévő szerencsebambuszok vize is ideális hely a belerakott peték továbbterjesztésének.
Hideg éghajlatú városokban is esélye van a túlélésre, metróhálózatokban, csatornarendszerekben, raktárakban, nagy áruházakban. Bárhol, ahol a hőmérséklet egyenletesen meleg számára.